# ET22

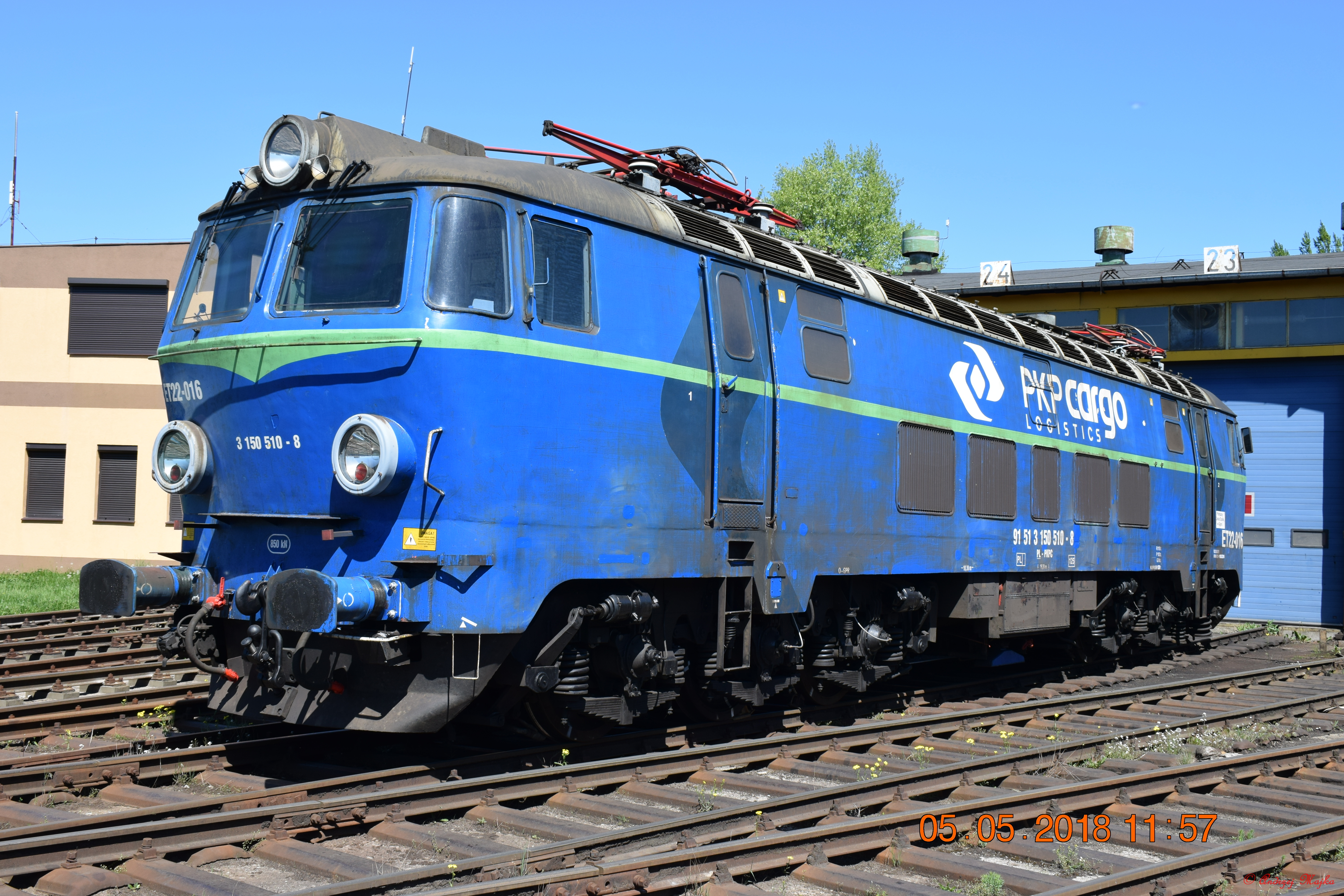
ET22-016 a PKP Cargo

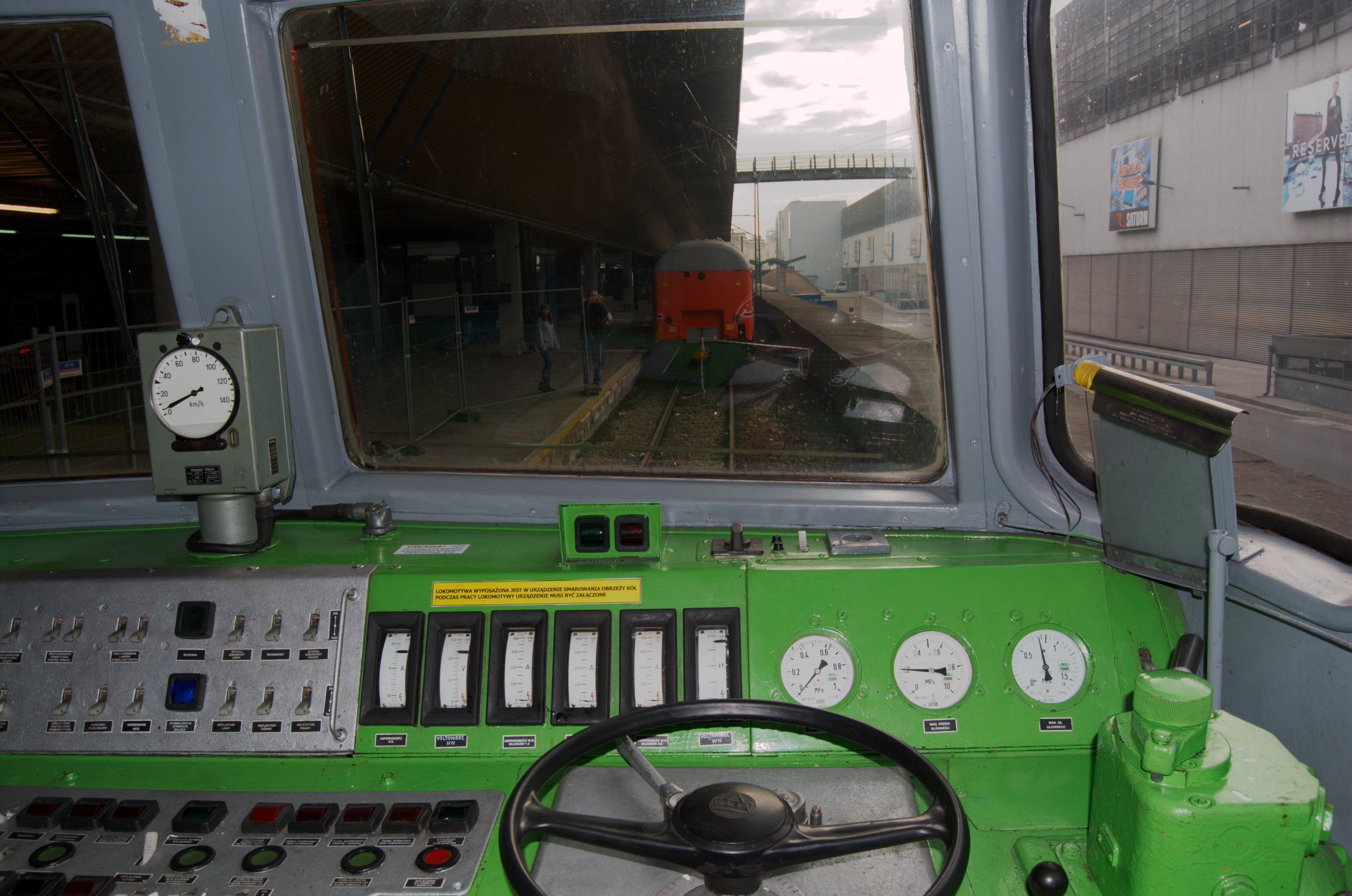
Postul de conducere

ET22 este o locomotivă poloneză fabricată de Pafawag Wrocław între anii 1969 și 1989.